# 志井車站 (北九州高速鐵道)
志井站（日语：／ Shii eki */?）是位於福岡縣北九州市小倉南區，屬於北九州高速鐵道小倉線的鐵路車站。車站編號為12。

## 歷史
- 1985年（昭和60年）1月9日 - 開業。

## 車站構造
此站為側式月台2面2線的高架車站。
| 月台 | 路線    | 目的地              |
| ---- | ------- | ------------------- |
| 1    | ■小倉線 | 往 企救丘           |
| 2    | ■小倉線 | 往 北方、旦過、小倉 |

## 使用狀況
2017年度的1日平均上下車人次為2,344人。

## 車站周邊
- 志井新市鎮
- 北九州工業高等專門學校
- FCO・OP志井店
- 小倉志井郵局
- 北九州靈園

位於小倉南區大字志井，也有一個志井站存在，為九州旅客鐵道（JR九州）日田彥山線的車站，但兩站直線距離約2公里以上，並不屬於同一站。

## 鄰近車站
北九州高速鐵道
■小倉線
德力嵐山口（11） - 志井（12） - 企救丘（13）

## 外部連結
- 志井駅(モノレール） （页面存档备份，存于）（路線情報）